# Colpoma caesium
Colpoma caesium är en svampart som beskrevs av Medardi 2004. Colpoma caesium ingår i släktet Colpoma och familjen Rhytismataceae.   Inga underarter finns listade i Catalogue of Life.